# 幕府将军：全面战争
《幕府将军：全面战争》是一款回合制策略／即时战术游戏，由The Creative Assembly开发、美商藝電发行。该游戏于2000年6月发行，是全面战争系列的首部作品。游戏背景设定在日本战国时代（15世纪中至17世纪初），玩家扮演日本氏族成员，想要征服整个国家，赢得将军称号。玩家需要在日本地图上运用军队、宗教、经济和间谍等各种手段（这些手段是回合制），战役是即时制的。《孙子兵法》经常在游戏中被引用。
1999年该作的研发计划被公布，它是Creative Assembly的首个高商业冒险产品，以前该工作室只涉足EA体育游戏的开发。一开始游戏被设计成一个基于武术片的角色扮演游戏。随着《命令与征服》等即时战略游戏的流行，Creative Assembly认为做一款即时战略游戏会比一款高档RPG更容易些。开发过程中，《幕府将军》逐渐变为一款即时战术游戏，注重历史真实性，军事史家史蒂芬·特恩布尔在这方面给了建议。

## 资料片
- 蒙古入侵（The Mongol Invasion）：2001年8月24日发售，背景为元日战争。